# Machimus araxanus
Machimus araxanus là một loài ruồi trong họ Asilidae. Machimus araxanus được Richter miêu tả năm 1963. Loài này phân bố ở vùng Cổ Bắc giới.